# Боннатерре, Пьер Жозеф
Пьер Жозеф Боннатерре (фр. Pierre Joseph Bonnaterre; 1752 — 20 сентября 1804) — аббат из французской провинции Руэрг и известный натуралист, исследовавший преимущественно позвоночных. Боннатерре описал около 25 видов рыб, в том числе атлантическую сельдевую акулу и желтопёрого тунца.

## Биография и вклад в науку
Боннатерре занимал должность аббата в провинции Руэрг (современный Аверон) и изучал естественную историю в её столице — Родезе. Известен, прежде всего, как один из основных авторов Encyclopédie méthodique par ordre des matières и фундаментального многотомника «Энциклопедическая и методическая картина трёх царств природы» (фр. Tableau encyclopédique et méthodique des trois règnes de la nature; 1788—1797), в котором Боннатерре принадлежит бо́льшая часть разделов (млекопитающие, рыбы, рептилии, насекомые и др.). Был первым исследователем случая Виктора из Аверона — «дикого мальчика», на протяжении первых 10—12 лет своей жизни жившего в лесу, вдали от людей.